# MG Midget
Pour les articles homonymes, voir Midget et Mitjet.

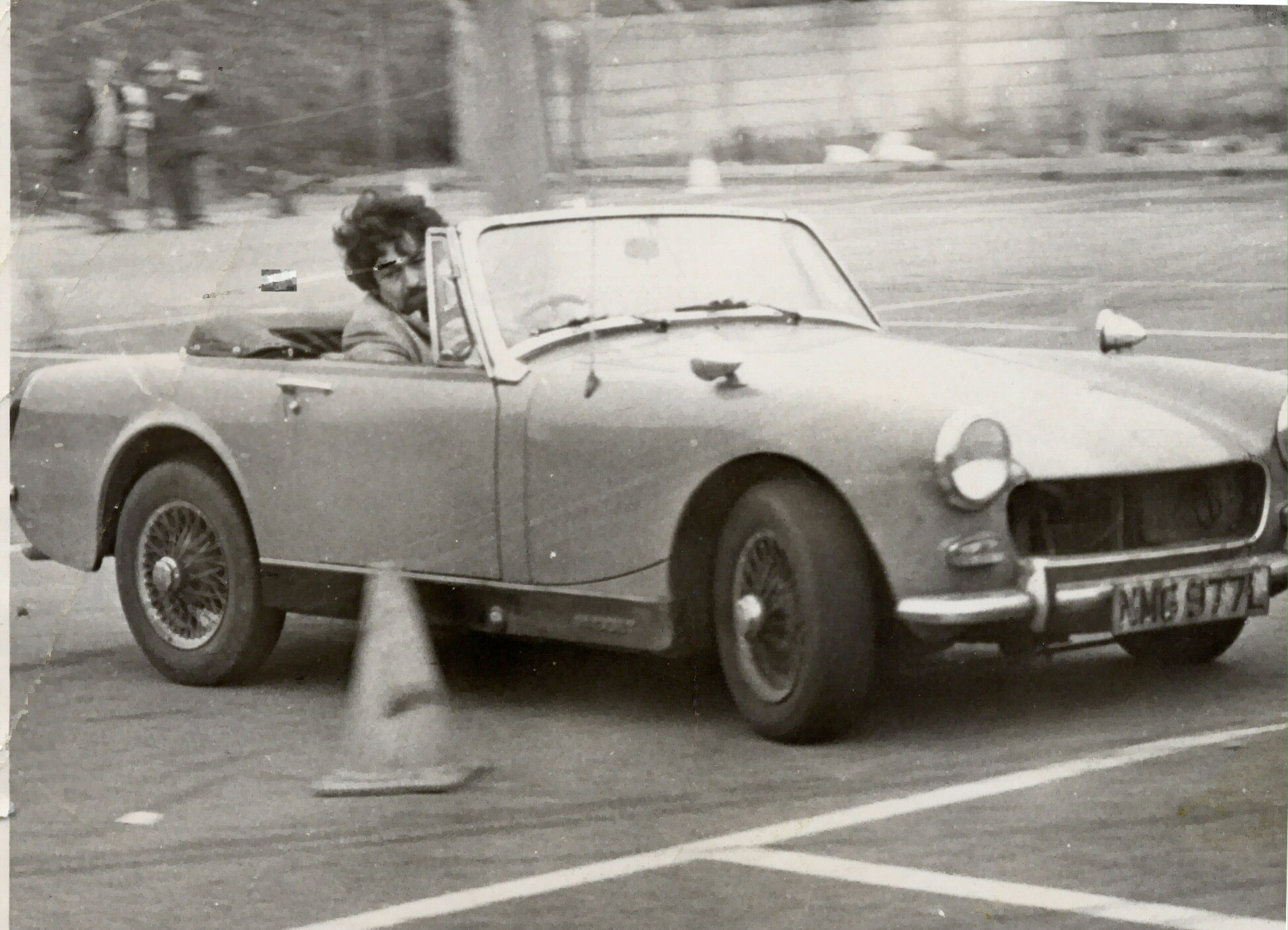
Round Wheel Arch MG Midget on Autotest

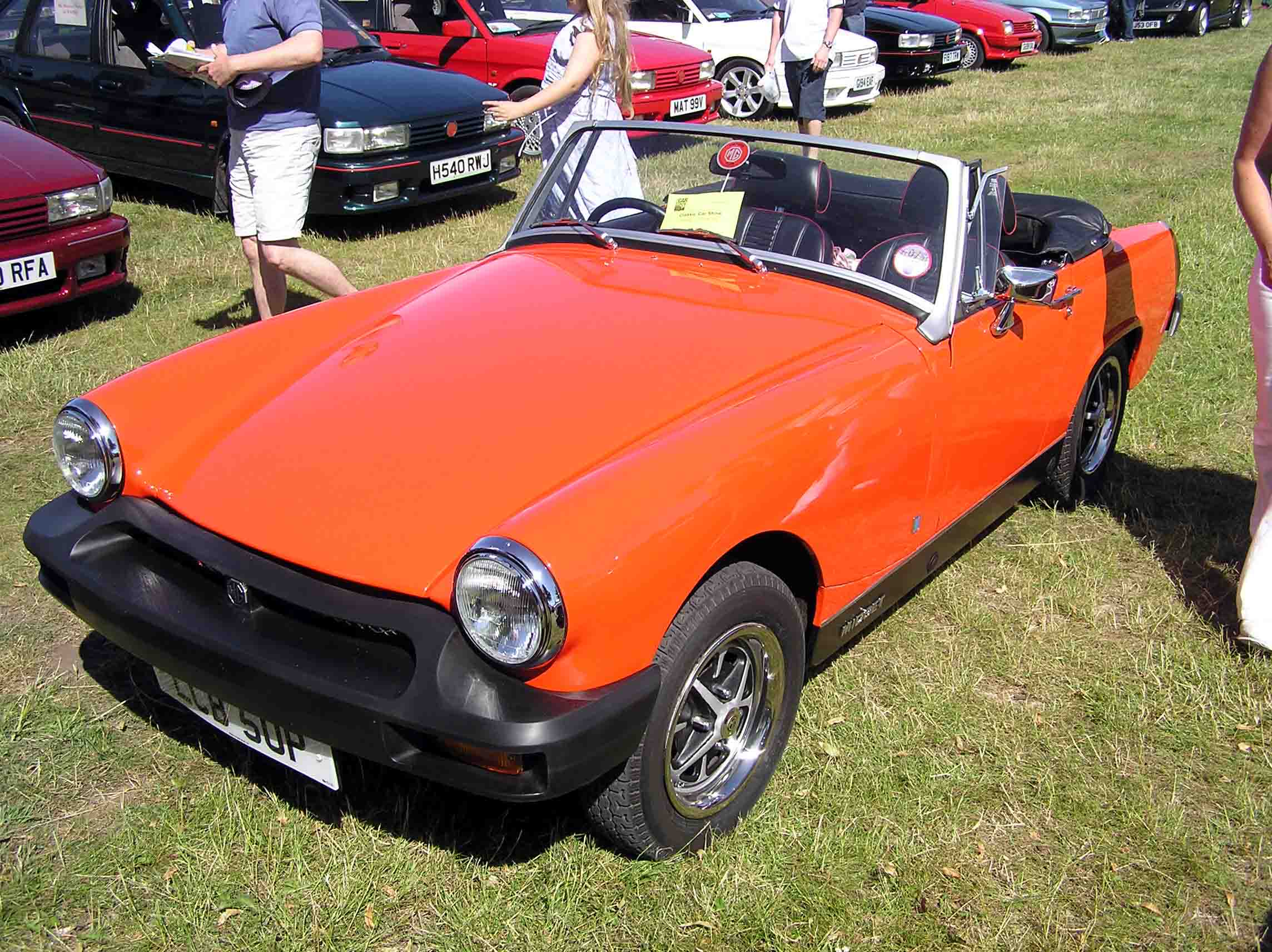
1976 MG Midget 1500

La MG Midget était un petit roadster construit de 1961 à 1979. La dénomination Midget fut utilisée sur d'autres modèles MG d'avant guerre, comme la Type M.

## MG Midget Mark I (juin 1961- mars 1964)
(25 681 exemplaires)
La première version était une version légèrement plus chère que les suivantes. Inspirée de la "Sprite MKII" chez Austin-Healey, elle conserve d’ailleurs l’essieu arrière suspendu de la « Sprite » originale. Le moteur était un 948 cm3 avec deux carburateurs SU produisant 46 ch (34 kW) et 72 N m. Les freins étaient à tambours de 178 mm. Un hard top, le chauffage, la radio et un porte-bagages étaient disponibles en option montés en usine.
En octobre 1962, le moteur a été augmenté à 1098 cm3, augmentant la puissance à 56 ch et on a remplacé les tambours à l'avant. Des roues à rayons sont devenues également disponibles.
Les portes n'ont pas de poignées ou de serrures extérieures et les fenêtres étaient coulissantes en plexiglas sur le côté.
La production a été de 16.080 exemplaires pour la petite cylindrée 948 cm3
La production a été de 9601 exemplaires pour la cylindrée 1 098 cm3.
Une voiture avec le moteur de 948 cm3 a été testée par le magazine britannique « The Motor » en 1962 et a eu une vitesse maximale de 141,5 km/h et peut accélérer de 0 à 100 km/h en 18,3 secondes. Une consommation de carburant de 7l/100 km a été enregistrée. Le coût de la voiture était de £ 689 sur le marché britannique à sa sortie.

## MG Midget Mark II (Avril 1964- octobre 1966)
(26 601 exemplaires)
Extérieurement, les principaux changements sont les portes, où les fenêtres à glissières, en plexiglas, cèdent la place à des vitres levantes, avec des poignées extérieures et des serrures séparées. Le pare-brise a gagné une légère courbure, désormais maintenu dans un cadre plus solide. Le capot, bien que modifié, a continué d'avoir un cadre amovible. Les ressorts arrière ont été remplacés par des types semi-elliptiques plus classiques donnant une meilleure tenue de route. La capote, même si elle a été modifiée, continue d'avoir une armature démontable pour la pose de la toile. S'il se met à pleuvoir, il faut donc monter l'armature de la capote qui se range dans le coffre. Le bloc moteur est allongé et élargi, portant la puissance à 59 ch (44 kW) à 5 750 tr/min et le couple progresse à 88 N m à 3 500 tr/min.
La production s'est élevée à 26 601 exemplaires.

## MG Midget MkIII (1966-1974)
MG Midget Mark III (octobre 1966- octobre 1974)

### Première version: 1966-1969
Aucun changement n’est apporté à la première version de la Mark III en dehors du moteur. Celui-ci est augmenté à 1 275 cm3 en utilisant le développement vu sur le « S » de chez Mini Cooper. Les amateurs ont été déçus car le moteur de la Cooper "S" a été ajusté passant ainsi de 72 ch à seulement 65 ch (48 kW). Ce choix a été fait car la Midget aurait alors été plus rapide que la MGB, plus chère. Sur la Mini, le moteur est en position transversale, avec la boîte de vitesses sous le moteur, dans un carter unique. Sur les Midget, il est en position longitudinale, la boîte de vitesses dans l'axe du moteur, lubrifiée séparément. Le système hydraulique est modifié et le capot est désormais fixé en permanence à la voiture, avec un mécanisme amélioré qui le rend beaucoup plus facile à utiliser.
C’est seulement à la fin de l’année 1967 que les voitures reçurent plusieurs modifications. On augmente la sécurité en plaçant un tableau de bord rembourré avec de plus petites jauges ; une colonne de direction télescopique, des charnières de capot en ciseau, un troisième essuie-glace de pare-brise, des feux de position latéraux supplémentaires, et une portière anti-intrusion. Le modèle 1275 donne également de meilleures économies de carburant que le modèle 1098.
Entre 1966 et 1969, 22 415 exemplaires ont été produits.

### Deuxième version: 1969 - 1971
À la fin de l’année 1969, des changements à l’extérieur sont apportés, avec les contours des feux arrière en noir, une calandre noire, des bas de caisse noir, suppression des joncs chromés, placement de roues 13". Les roues à rayons se voyaient de plus en plus mais cela restait une option. Par la suite, les pare-chocs sont redessinés. Ils sont alors en deux parties à l'arrière et les butoirs à l’avant sont caoutchoutés, tandis que les feux avant sont abaissés. Le modèle 1970 se caractérise aussi par la calandre noire en retrait, avec le badge MG au centre.

### Troisième version: 1971 -1974
En août 1971, la puissance du moteur est tombée à 54,5 ch. En janvier 1972, les passages de roues arrière en forme de carré sont devenus arrondis. Cette année aussi, la Midget fut équipée d’une crémaillère de direction de chez Triumph, donnant un ratio vitesse-consommation, qui était légèrement inférieur à celui des Midgets antérieures. Un second silencieux d'échappement a également été ajouté en 1972. Des alternateurs ont été installés à la place des dynamos depuis 1973.
Entre 1969 et 1974, 77 831 exemplaires ont été produits.

## MG Midget 1500 (1974-1979)
Sur cette version, la "Midget" fut modifiée pour passer les nouvelles lois américaines.
De grands pare-chocs en plastique noir sont ajoutés à l'avant et à l'arrière, et la hauteur de caisse surélevée. Pour compenser le comportement routier affecté par ces modifications, une barre antiroulis a aussi été mise en place.
Ce dernier modèle Midget est construit en châssis-coque, il est équipé d'un moteur culbuté à soupapes en-tête, 1 275 cm3, de 65 ch à 6 000 tr/min ; il a une suspension avant indépendante et des freins avant à disque.
En 1974, on trouve sur ce nouveau modèle des pare chocs en caoutchouc surdimensionnés, surnommés des "Sabrinas" d’après le prénom de l'actrice britannique gâtée par la nature. On ajoutera par la suite des pare-chocs chromés pour répondre aux attentes des clients.
De grands pare-chocs en plastique noir (généralement appelé butoirs en caoutchouc) ont été ajoutés à l'avant et à l'arrière et la hauteur de caisse a été augmenté. La hauteur de caisse étant accrue, une barre antiroulis a été ajoutée pour ajuster le centre de gravité élevé.
Le moteur A- Series sera ensuite remplacé par l'unité 1 493 cm3 de la Triumph Spitfire et une boîte de vitesses Morris Marina modifiée a été placée. Le moteur de 1 493 cm3, 65 ch produit plus de couple. Des rapports plus grands ont entraîné une accélération plus rapide, (0  à   100 km/h en 12 secondes, comparativement à 13 secondes pour la version 1 275 cm3) et la vitesse maximale d'un peu plus de 160 km/h pour un poids d'environ 750 kg. La dernière voiture a été fabriquée le 7 décembre 1979, après que 73 899 exemplaires de la dernière édition aient été construits. Les 500 dernières voitures sur le marché intérieur ont été peintes en noir.

## Aujourd'hui
Tout comme la MGB, la MG Midget est de nos jours une automobile appréciée des collectionneurs.